# Назарьево (деревня, Одинцовский район)
Наза́рьево — деревня в Одинцовском районе Московской области России. Входит в состав сельского поселения Назарьевское. Расположена севернее одноимённого посёлка. Официальное постоянное население в 2006 году — 64 чел..

## История
Первое упоминание Назарьева в сохранившихся документах относится к началу XVII века, хотя поселение существовало здесь раньше. В марте 1694 года Пётр I дарит Вязёмскую волость вместе с деревней Назарьево своему воспитателю князю Борису Алексеевичу Голицыну. Но уже через три года он передал Назарьево своей снохе Анне Ивановне Сукиной. Усадьба Назарьево была отстроена в камне трудами правнука Анны Ивановны, князя Сергея Николаевича Голицына (1753—1827).
После революции, в 1918 году на территориях бывших помещичьих хозяйств в Назарьеве и Матвейкове возникает совхоз «Назарьево», занимавший площадь в 230 га. В 1989 году в деревне Назарьево проживало 138 человек, в то время как в посёлке совхозном Назарьево — уже 2276 человек.